# 豊楽寺
豊楽寺（ぶらくじ）は高知県長岡郡大豊町にある真言宗智山派の仏教寺院。山号は大田山。大田山大願院豊楽寺と号する。本尊は薬師如来。別名は柴折薬師で、日本三大薬師の一つに数えられる。薬師堂は国宝に指定されている。

## 歴史
724年（神亀元年）、吉野川北岸の険しい丘に聖武天皇の勅願所として行基が開創したと伝わる。寺号は聖武天皇が薬師本願経説の一節「資求豊足身心安楽」より名付けたとされる。

## 伽藍
- 薬師堂
- 瑠璃光殿
- 大師堂
- 庫裏

## 文化財

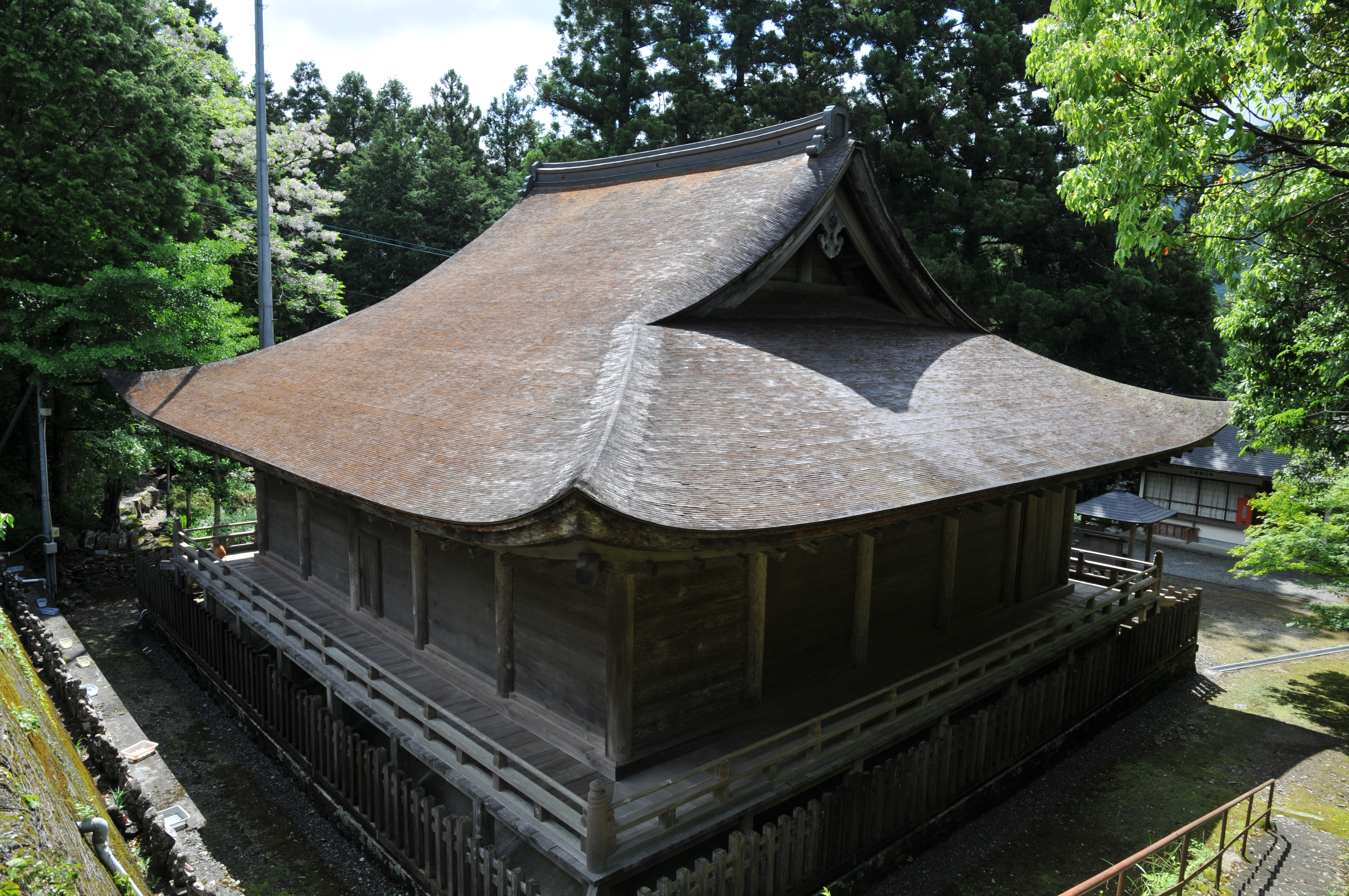
薬師堂

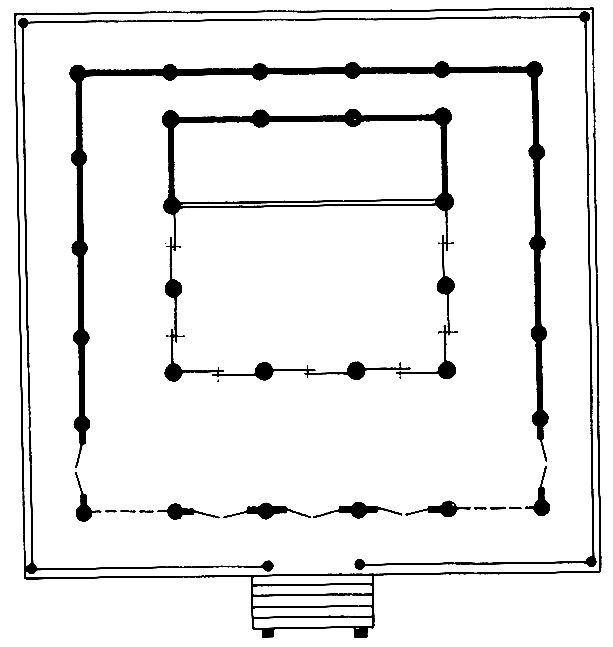
薬師堂平面図

### 国宝
- 薬師堂
12世紀頃（平安時代末期 - 鎌倉時代初期）建立の四国最古の建造物。入母屋造り、柿葺き、単層、桁行（正面）5間、梁間（側面）5間（「間」は長さの単位ではなく、柱間の数を表す）。正面が側面よりわずかに長い[2]。内陣に如来像3体を安置。1574年に長曾我部元親が、1637年に山内忠義が修理し、1637年の修理で前面中央に1間の向拝が追加された[2]。1952年に国宝指定。堂正面は中央3間を観音開きの板扉、両端間は連子窓に横板壁とする。側面は前端間を板扉とするほか横板壁、背面はすべて横板壁である。堂の周囲を高欄付きの縁がめぐっている[2]。組物は舟肘木、垂木は疎垂木で、横木を入れて木舞裏として[2]、全体に簡素な構えとする。外陣を広く取ったため、後述する内陣の構造上、内陣の背面と堂の背面との間隔が極端に狭くなっている[2]。堂内安置の薬師如来像の胎内に仁平元年（1151年）の年記とともに「五間四面薬堂造立」云々の記があり（「薬堂」は薬師堂の意）、これが薬師堂の建立時期を指すとも考えられる。建築史家の太田博太郎は、本建物の内陣（方3間）が、建物の中心ではなく後方寄りに設けられていること、内陣の柱と側柱（建物外周の柱）の柱筋が食い違っていることなどから、本建物の建立時期は平安時代までは上がらず、鎌倉時代初期とみている[3]。いずれにしても、四国における現存最古級の建築である。

### 重要文化財（国指定）
- 木造薬師如来坐像 - 像高131.5cm[4]。、薬師堂内陣中央に安置、平安時代後期
- 木造薬師如来及び両脇侍像・二天王立像 - 中尊薬師如来坐像の像高133.5cm、薬師堂内陣向かって右に安置、平安時代後期。寺伝では釈迦如来像であるが、像内の銘文から、元来は薬師如来像として仁平元年（1151年）に作られたものであり、この像が本来の薬師堂本尊であったことがわかる。両脇侍像と二天王像は2010年に追加指定された。
- 木造阿弥陀如来坐像 - 像高131.5cm、薬師堂内陣向かって左に安置、平安時代後期

## 拝観情報
- 開門時間 - 9～16時
- 交通アクセス - 土讃線 大田口駅 徒歩30分
- 所在地 - 〒789-0234 高知県長岡郡大豊町寺内314

## 周辺情報
- 定福寺
- 万葉植物園
- 大豊町立民俗資料館
- 梶ヶ森県立自然公園